# Café Sperl

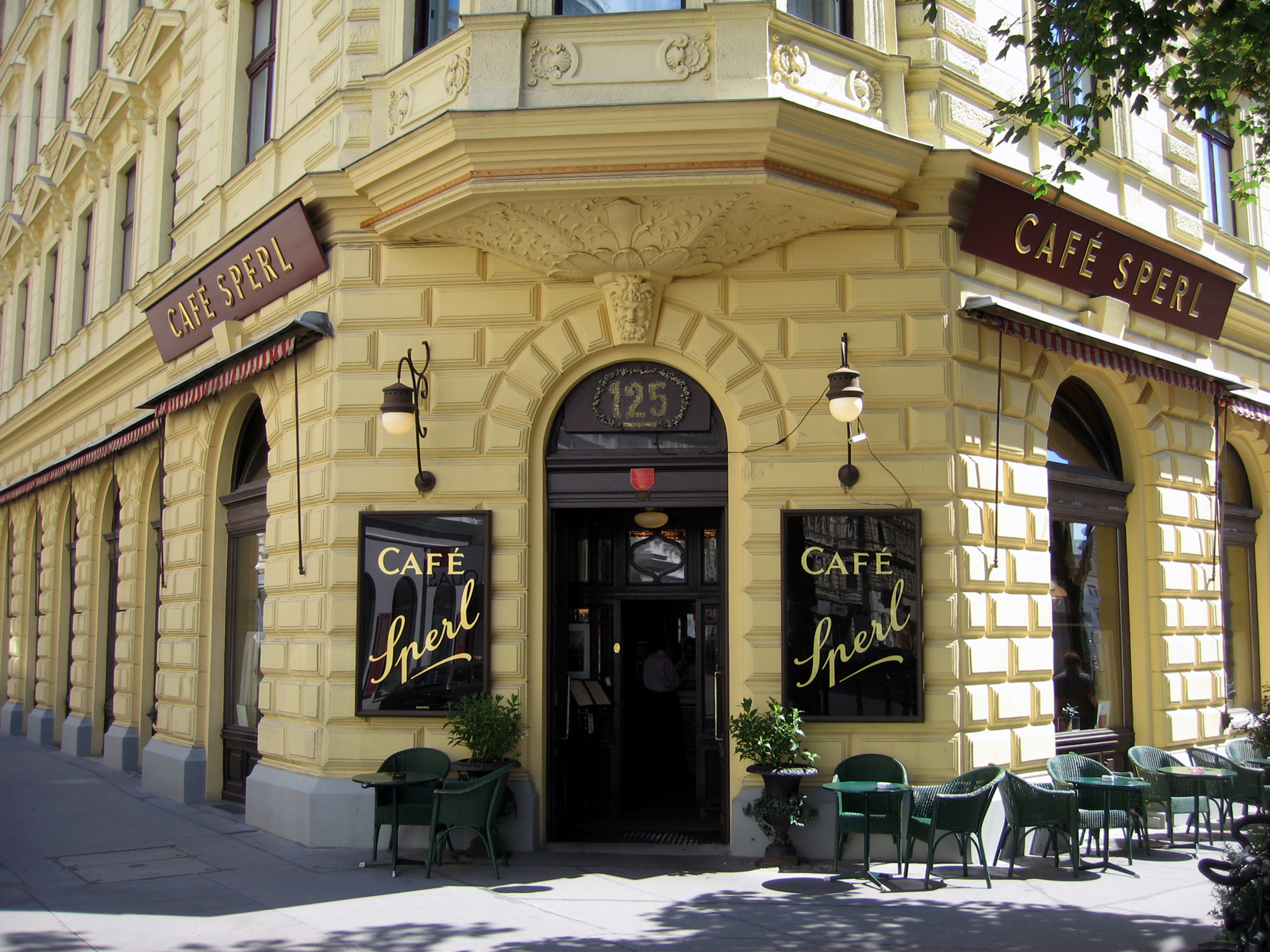
Café Sperl

Café Sperl är ett wienerkafé i området Mariahilf i Wien i Österrike.
År 1880 öppnade Jacob Ronacher ett kafé med namnet Café Ronacher i hörnhuset Gumpendorfer Strass / Lehargasse, vilket samma år köptes av familjen Sperl och drevs vidare under namnet Café Sperl.
Mellan 1895 och 1942 hade konstnärsgruppen Hagengesellschaft Café Sperl som sitt stamställe.
En berömd filmscen härifrån är den när huvudpersonerna i Richard Linklaters independentfilm Bara en natt (1995) ringer upp sina bästa vänner på låtsas. De sitter mitt emot varandra vid ett av borden och berättar indirekt hur de upplever varandra genom att låta den andre låtsas vara deras bästa vän.